# Ga Wolgot
Ga Wolgot là ga đường sắt trên Siheung, Gyeonggi, Hàn Quốc. Nó được mở cửa vào 30 tháng 6 năm 2012. Wolgot nổi tiếng với nhà hàng hải sản nên có nhiều nhà hàng nằm gần nhà ga này.

## Bố trí ga
| ↑ Darwol · Depot Siheung |
| ４３ \| ２１ \|          |
| Soraepogu ↓              |

| １ | Không sử dụng       | → Một sân ga dành riêng cho các chuyến tàu thuộc Tổng công ty Đường sắt Hàn Quốc trên Tuyến số 4 (sẽ được chỉ định là Tuyến Gyeonggang trong tương lai) |
| ２ | ●Tuyến Suin–Bundang | → Hướng đi Incheon → |
| ３ | ●Tuyến Suin–Bundang | ← Hướng đi Cheongnyangni |
| ４ | Không sử dụng       | → Một sân ga dành riêng cho các chuyến tàu thuộc Tổng công ty Đường sắt Hàn Quốc trên Tuyến số 4 (sẽ được chỉ định là Tuyến Gyeonggang trong tương lai) |